# Novo Jardim
Novo Jardim est une municipalité brésilienne située dans l'État du Tocantins.